# It's All Gone Pete Tong
It's All Gone Pete Tong is een Canadese film uit 2005. De film gaat over een fictionele dj maar poogt over te komen als non-fictie door fragmenten van interviews in de film met bekende dj's, waaronder Tiësto, Paul van Dyk en Carl Cox.

## Verhaal
Frankie Wilde (Paul Kaye) is een succesvolle dj op Ibiza maar zijn carrière komt in gevaar als hij steeds dover wordt. Wanneer hij helemaal niets meer hoort en zijn vriendin en werk verliest, sluit hij zich op in een geluidsdichte kamer in de hoop op genezing, terwijl zijn drugsgebruik ernstige vormen aanneemt. In bad trips komt hij in conflict met een imaginaire das. Als hij de das neerschiet, bloedt deze cocaïne. Wilde trekt de kop van de das af en ziet dat hij zelf in het dassenpak zit. Hij stopt met drugsgebruik en ontmoet een doof meisje waar hij een relatie mee krijgt. Wilde ontdekt dat hij geluid ook kan voelen en ontwikkelt een methode om weer te gaan produceren en dj-en, waarbij hij zijn blote voeten op twee luidsprekerboxen zet en gebruikmaakt van een oscilloscoop die geluidsgolven registreert. Hij maakt een comeback in een discotheek maar trekt zich daarna toch terug uit de showbizz.